# Ecclesiastes 1.11
Ecclesiastes 1.11 é o segundo álbum de estúdio da banda portuguesa Wraygunn.

## Descrição do álbum
Porto de abrigo de algumas das canções mais inspiradas que alguma vez saíram da cabeça de Paulo Furtado, Ecclesiastes 1.11 foi o álbum que melhor resumiu as intenções musicais do músico de Coimbra e lhe abriu as portas dentro e fora de Portugal. A soul de "Keep on Prayin", o rock de "Drunk or Stoned" e a excentricidade de "She's a Speed Freak" ajudaram o público e a crítica, que sempre o levou em ombros, a perceber melhor o projecto Wraygunn.
| Críticas profissionais                                                      | Críticas profissionais |
| Avaliações da crítica                                                       | Avaliações da crítica  |
| Fonte                                                                       | Avaliação              |
| --------------------------------------------------------------------------- | ---------------------- |
| Revista LesInRocks                                                          | [ 2 ]                  |
| Disco Digital                                                               | (favorável)            |
| Esta tabela precisa de ser acompanhada por texto em prosa. Consulte o guia. |                        |

## Faixas
1. Soul City
2. Drunk Or Stoned
3. Keep On Prayin'
4. Juice
5. Don't You Know?
6. I'm Your Lover Man
7. Hip
8. How Long, How Long?
9. There But For The Grace of God Go I
10. Sometimes I Miss You
11. She's a Speed Freak
12. All Night Long

## Formação
- Paulo Furtado (voz e guitarras),
- Raquel Ralha (voz),
- Sérgio Cardoso (baixo),
- Francisco Correia (sampler, gira-discos e outros objectos),
- Pedro Pinto (bateria e percussões),
- João Doce (bateria e percussões).